# Lionel Poilâne
Lionel Poilâne, född 10 juni 1945 i Paris, död 31 oktober 2002 i havet utanför Cancale, var en fransk bagare med världsrenommé.
I början av 1930-talet startade hans far, Pierre-Léon Poilâne, ett bageri på 8, Rue du Cherche-Midi i Paris och började där baka ett surdegsbröd som kom att kallas "pain Poilâne" det vill säga Poilâne-bröd. 
I slutet av 1950-talet hade Lionel börjat arbeta i bageriet och ett andra bageri öppnades i femtonde arrondissementet. Bageriets framgångar ledde till att man på 1980-talet började bygga upp ett distributionsnät, ett större bageri i Bièvres (i Essonne, strax söder om Paris) och ett dotterbolag i London. 
Den 31 oktober 2002 omkom Lionel och hans hustru Iréna i en helikopterkrasch i havet utanför Cancale (Bretagne) och hans förstfödda dotter, Apollonia, tog över driften av företaget.
Lionel Poilâne skrev under sin livstid flera böcker, bland annat Guide de l'amateur de pain (1981) och Guide Poilâne des traditions vivantes et marchandes (1989).